# Gerhard van Wou
Gerhard van Wou, citato anche come Geert van Wou (Hintham, 1440 – Kampen, dicembre 1527), è stato un fonditore di campane olandese.
È noto oggi per aver fuso la Gloriosa (1497) del Duomo di Erfurt.

## Biografia
Era figlio di un fonditore di campane ed è considerato uno dei più importanti del Medioevo, che fuse molte altre campane nel nord Europa.
Le campane più famose per le cattedrali sono quelle di Erfurt (Gloriosa, Mi0, 1497), di Braunschweig (1502), di Naumburg (1502), di Utrecht (7 campane in Fa0, 1505/1506), della Chiesa di San Michele a Kampen (1493/1496) e della nuova torre di Kampen (1481–1483). Una campana di Van Wou si trova anche a Zeerijp (1500) e un'altra, venne rifusa nel 1955 da van Bergen a causa di una crepa. Fuse altre due campane (del 1493) per la chiesa dei Lamberti a Munster. A Eernewoude esiste anche una campana di van Wou dell'anno 1500. Per San Michele e San Nicola a Lüneburg realizzò altre campane (due per San Michele, una per San Nicola, 1491) e per chiesa di Santa Maria a Stendal e la Cattedrale di Santa Maria ad Amburgo (1487, la campana "Celsa", che dal 1804 è nella chiesa di San Nicola (Amburgo-Altengamme). Un'altra campana si trova a Mildam nella chiesa di Santa Gudula. Fusa nel 1492, la Regina Bell della cattedrale di Osnabrück, si trova ora nella torre della chiesa di Santa Croce a Osnabrück. La Grote Kerk ad Haarlem ospita un'altra campana di Van Wou, la Roelant del 1503, del peso di quasi 5000 kg.
Era il nonno di Gert Cantor.